# Houéville
Houéville és un municipi francès, situat al departament dels Vosges i a la regió del Gran Est. L'any 2007 tenia 39 habitants.

## Demografia

### Població
El 2007 la població de fet de Houéville era de 39 persones. Hi havia 12 famílies, de les quals 4 eren unipersonals (4 homes vivint sols) i 8 parelles amb fills.
La població ha evolucionat segons el següent gràfic:
Habitants censats

### Habitatges
El 2007 hi havia 21 habitatges, 15 eren l'habitatge principal de la família, 3 eren segones residències i 3 estaven desocupats. Tots els 21 habitatges eren cases. Dels 15 habitatges principals, 12 estaven ocupats pels seus propietaris, 1 estava llogat i ocupat pels llogaters i 2 estaven cedits a títol gratuït; 2 tenien dues cambres, 2 en tenien tres, 2 en tenien quatre i 9 en tenien cinc o més. 9 habitatges disposaven pel capbaix d'una plaça de pàrquing. A 7 habitatges hi havia un automòbil i a 7 n'hi havia dos o més.

## Economia
El 2007 la població en edat de treballar era de 26 persones, 19 eren actives i 7 eren inactives. De les 19 persones actives 15 estaven ocupades (12 homes i 3 dones) i 4 estaven aturades (1 home i 3 dones). De les 7 persones inactives 2 estaven jubilades, 4 estaven estudiant i 1 estava classificada com a «altres inactius».
Activitats econòmiques
Dels 2 establiments que hi havia el 2007, 1 era d'una empresa de fabricació de material elèctric i 1 d'una empresa de serveis.

## Poblacions més properes
El següent diagrama mostra les poblacions més properes.